# Festa da Nossa Senhora da Saúde (Abragão)
" Nossa Senhora da Saúde é uma festa religiosa celebrada na freguesia de Abragão do município de Penafiel, todos os anos, no primeiro fim de semana de setembro.
Esta festa começa na noite de quinta-feira, antes do primeiro fim de semana de setembro, com uma procissão de velas. Na sexta-feira, sábado e domingo seguintes existem noitadas onde é convidado um ou mais grupos musicais para actuarem ao ar livre. No domingo de tarde é lançada uma procissão. Toda a festa é celebrada junto da Igreja Matriz de Abragão.